# Thomas Lampert (Epidemiologe)
Thomas Lampert (* 5. März 1970 in Neuwied; † 11. Dezember 2020) war ein deutscher Sozialwissenschaftler und Epidemiologe. Sein Arbeitsschwerpunkt waren Analyse und Förderung des Abbaus sozialbedingter Ungleichheiten, insbesondere von Kindern und Jugendlichen.

## Werdegang
Thomas Lampert studierte Soziologie, Psychologie und Statistik an der FU Berlin. 
Im Jahr 2009 wurde er an der Fakultät für Wirtschaft und Management der Technischen Universität Berlin mit der Arbeit Gesundheit als Thema der Armuts- und Reichtumsberichterstattung der Bundesregierung. Entwicklung und Umsetzung eines Berichtkonzepts zum Doktor der Gesundheitswissenschaften/Public Health (Dr. PH) promoviert. 2013 habilitierte er sich an der Universität Leipzig im Fach Medizinische Soziologie mit der Arbeit Soziale Ungleichheit und Gesundheit: die sozial ungleiche Verteilung Erkrankungsrisiken und Gesundheitschancen in Deutschland.
Vor 2002 war Thomas Lampert wissenschaftlicher Mitarbeiter am Max-Planck-Institut für Bildungsforschung in Berlin und am Institut für Gesundheitswissenschaften der TU Berlin. Anschließend bis zu seinem frühen Tod im Jahr 2020 Mitarbeiter des Robert Koch-Instituts, ab Anfang 2020 als Leiter der Abteilung für Epidemiologie und Gesundheitsmonitoring. Als Hochschuldozent war er an der Berlin School of Public Health der Charité – Universitätsmedizin Berlin sowie an der Pettenkofer School of Public Health der Ludwig-Maximilians-Universität München tätig.

## Veröffentlichungen (Auswahl)
- siehe Weblinks

## Funktionen und Mitgliedschaften (Auswahl)
Thomas Lampert war unter anderem Sprecher der Arbeitsgruppe Sozialepidemiologie der Deutschen Gesellschaft für Sozialmedizin und Prävention (DGSMP) sowie Mitglied der Deutschen Gesellschaft für Epidemiologie und der Deutschen Gesellschaft für Medizinische Soziologie.

## Ehrung
- Salomon-Neumann-Medaille der DGSMP (2022, posthum)[6]